# Liste der denkmalgeschützten Objekte in Oslip
Die Liste der denkmalgeschützten Objekte in Oslip enthält die 8 denkmalgeschützten, unbeweglichen Objekte der burgenländischen Gemeinde Oslip.

## Denkmäler
| Foto |                 | Denkmal                                                                     | Standort                                     | Beschreibung | Metadaten |
| ---- | --------------- | --------------------------------------------------------------------------- | -------------------------------------------- | --- | --- |
| ja   | Datei hochladen | Figurenbildstock, Ecce Homo HERIS-ID: 29563 Objekt-ID: 26213                | westlich Altbachstraße 19 Standort KG: Oslip | Eine stehende Steinfigur auf einem Pfeiler, der mit 1807 bezeichnet ist. | BDA-Hist.: Q37927398 Status: § 2a Stand der BDA-Liste: 2025-06-30 Name: Figurenbildstock, Ecce Homo GstNr.: 3183                                            |
| ja   | Datei hochladen | Gnadenstuhl-Säule HERIS-ID: 29582 Objekt-ID: 26233seit 2017                 | bei Bahnstraße 4 Standort KG: Oslip          | Der Gnadenstuhl mit korinthischer Weinlaubsäule geht auf die Zeit um 1700 zurück. | BDA-Hist.: Q37927453 Status: Bescheid Stand der BDA-Liste: 2025-06-30 Name: Gnadenstuhl-Säule GstNr.: 340/1                                                 |
| ja   | Datei hochladen | Figurenbildstock, Mariensäule HERIS-ID: 29575 Objekt-ID: 26226              | bei Hauptstraße 8 Standort KG: Oslip         | Auf einem hohen Sockel – datiert mit 1688 – befinden sich die Steinfiguren von drei Pestheiligen und auf der laubumrankten Säule eine Marienfigur.                                                                       | BDA-Hist.: Q37927422 Status: § 2a Stand der BDA-Liste: 2025-06-30 Name: Figurenbildstock, Mariensäule GstNr.: 87/3                                          |
| ja   | Datei hochladen | Antoniussäule HERIS-ID: 29562 Objekt-ID: 26212seit 2020                     | bei Hauptstraße 84 Standort KG: Oslip        | Die Statue des Hl. Antonius mit Kind steht auf einer korinthischen Weinlaubsäule und stammt aus dem Jahr 1712. | BDA-Hist.: Q105581592 Status: Bescheid Stand der BDA-Liste: 2025-06-30 Name: Antoniussäule GstNr.: 340/1                                                    |
| ja   | Datei hochladen | Kath. Pfarrkirche Mariae Himmelfahrt HERIS-ID: 29556 Objekt-ID: 26206       | Kirchenplatz 5 Standort KG: Oslip            | Ein Sakralbau mit gotischem Chor und einem vorgestellten Westturm, der 1892 erneuert wurde. Die Kirche brannte im Zuge der Türkenkriege aus und wurde Anfang des 18. Jahrhunderts neu eingerichtet und teilweise 1892.   | BDA-Hist.: Q27304569 Status: § 2a Stand der BDA-Liste: 2025-06-30 Name: Kath. Pfarrkirche Mariae Himmelfahrt GstNr.: 89                                     |
| ja   | Datei hochladen | Figurenbildstock, Christus als guter Hirte HERIS-ID: 29576 Objekt-ID: 26227 | bei Kirchenplatz 5 Standort KG: Oslip        | Eine Steinfigur auf einem älteren Pfeiler vor der Kirche. | BDA-Hist.: Q37927427 Status: § 2a Stand der BDA-Liste: 2025-06-30 Name: Figurenbildstock, Christus als guter Hirte GstNr.: 89                               |
| ja   | Datei hochladen | Grabsteine HERIS-ID: 29558 Objekt-ID: 26208                                 | bei Kirchenplatz 5 Standort KG: Oslip        | An der Südmauer des alten Friedhofes mehrere klassizistische Grabsteine der Familie Piel(l)er aus dem ersten Viertel des 19. Jahrhunderts.                                                                               | BDA-Hist.: Q37927390 Status: § 2a Stand der BDA-Liste: 2025-06-30 Name: Grabsteine GstNr.: 89                                                               |
| ja   | Datei hochladen | Mühle mit Taubenschlag, Cselleymühle HERIS-ID: 29561 Objekt-ID: 26211       | Sachsenweg 31 Standort KG: Oslip             | Die ummauerte Gebäudegruppe stammt im Kern aus dem 16. Jahrhundert und wurde bis in die 1960er als Mühle betrieben. Am Obergeschoß des Wohnhauses befindet sich ein Arkadengang mit schlanken Säulchen über acht Achsen. | BDA-Hist.: Q18411240 Status: Bescheid Stand der BDA-Liste: 2025-06-30 Name: Mühle mit Taubenschlag, Cselleymühle GstNr.: 526/1, 531, 530 Cselleymühle Oslip |